# 1640 na literatura

## Nascimentos
| Data        | Nome               | Profissão       | Nacionalidade | Observações | Ref |
| ----------- | ------------------ | --------------- | ------------- | ----------- | --- |
| 2 de Abril  | Mariana Alcoforado | freira e autora | Portugal      | m. 1723     |     |
| 10 de Julho | Aphra Behn         | escritora       | Inglaterra    | m. 1689     |     |

## Mortes
| Data | Nome         | Profissão | Nacionalidade | Observações | Ref |
| ---- | ------------ | --------- | ------------- | ----------- | --- |
| ?    | Uriel Acosta | filósofo  | Portugal      | n. 1585     |     |